# Powiat Żniński
Der Powiat Żniński ist ein Powiat (Kreis) in der polnischen Woiwodschaft Kujawien-Pommern. Der Powiat hat eine Fläche von 984,55 km², auf der etwa 70.500 Einwohner leben.

## Gemeinden
Der Powiat umfasst sechs Gemeinden, davon fünf Stadt-und-Land-Gemeinden und eine Landgemeinde.

### Stadt-und-Land-Gemeinden
- Barcin (Bartschin)
- Gąsawa (Gonsawa)
- Janowiec Wielkopolski (Janowitz)
- Łabiszyn (Labischin)
- Żnin (Znin)

### Landgemeinden
- Rogowo (Rogowo)